# Institut für Werkstofftechnik und Kunststoffverarbeitung
Das Institut für Werkstofftechnik und Kunststoffverarbeitung (IWK) ist ein Institut der OST – Ostschweizer Fachhochschule am Campus Rapperswil, Techpark Eichwies. Es leistet bei Werkstofffragen und in der Kunststofftechnik Beiträge zur anwendungsorientierten Forschung und Entwicklung und erbringt Dienstleistungen. Das IWK pflegt eine projektbezogene Zusammenarbeit mit der Wirtschaft und dem Bildungs- und Hochschulbereich.
Das IWK wurde 2005 an der damaligen Hochschule für Technik Rapperswil (HSR) gegründet und seither sukzessive ausgebaut. Es beschäftigt 8 Professoren und rund 50 Mitarbeitende in Wissenschaft, Dienstleistung und Administration. Institutsleiter ist Frank Ehrig, sein Stellvertreter Daniel Schwendemann.

## Fachbereiche
Es gibt die Fachbereiche
- Spritzgiessen / PUR (Leitung: Jasper Hollender)
- Compoundierung / Extrusion (Leitung: Daniel Schwendemann)
- Faserverbundtechnik / Leichtbau (Leitung: Gion A. Barandun)
- Verbindungstechnik (Leitung: Pierre Jousset)
- Fertigungstechnik Metall (Leitung: Mohammad Rabiey)
- Mechanische Systeme (Leitung: Markus Henne)
- 3D-Druck / Additive Manufacturing (Leitung: Daniel Omidvarkajan)
- Simulation und Design (Leitung: Mario Studer)

Polymerchemie mit Schadensanalytik (Samuel Affolter) und Werkstoffmechanik / Konstruieren mit Kunststoffen (Johannes Kunz) sind weitere Fachkompetenzen des IWK.
Die Aktivitäten umfassen die Wertschöpfungskette von der Material- und Produktentwicklung über die Werkzeug- und Prozesstechnik, Fertigung von Prototypen und Nullserien und die Bauteilprüfung bis zum Recycling von Kunststofferzeugnissen und Multimateriallösungen.
Alle Fachbereiche des IWK verfügen über  Labors für Lehre, Praktika und Projektarbeiten.

## Lehre
In der Lehre vertritt das IWK die Disziplinen Werkstoffkunde, Fertigungstechnik, Technische Mechanik, Festigkeitslehre und Kunststofftechnik des Bachelor-Grundstudiums sowie seit 2010 die Fächer des Vertiefungsstudiums Kunststofftechnik im Studiengang Maschinentechnik / Innovation. Seit Herbst 2017 wird im Rahmen des Master-Studiums (MSc in Engineering) die Master Research Unit «Plastics-Technology» angeboten.
Im Bereich Weiterbildung bietet das IWK seit Herbst 2019 das CAS Auslegung und Herstellung von Kunststoffbauteilen mit den Schwerpunkten Spritzgießen und Additive Manufacturing. Es ist Bestandteil des MAS Kunststofftechnik.
Das IWK engagiert sich auch für die Berufsbildung im Bereich Kunststofftechnik durch Zusammenarbeit mit dem Berufs- und Weiterbildungszentrum BWZ Rapperswil. Es betreibt auch das Schülerlabor «OSTLAB», mit dem junge Menschen vor ihrer Berufswahl am Beispiel eines Produkts aus der Kunststofftechnik Einblick in die Arbeitswelt eines Produktionsbetriebes erhalten können.

## Forschung und Entwicklung
Das IWK bearbeitet in Zusammenarbeit mit der Industrie und fallweise Partnern aus dem Bildungs- und Hochschulbereich des In- und Auslandes Projekte der anwendungsorientierten Forschung und Entwicklung. Dies je etwa zur Hälfte in Form von Direktaufträgen aus der Industrie und als öffentlich geförderte Projekte, vor allem durch die Innosuisse (Schweizerische Agentur für Innovationsförderung). Es beteiligt sich zusammen mit ausländischen Partnern auch an europäischen Projekten.
Die Ergebnisse der anwendungsorientierten und der wissenschaftlichen Forschungsaktivitäten am IWK werden in Publikationen der Fachwelt vorgestellt. Alljährlich veranstaltet das IWK das «Rapperswiler Kunststoff-Forum» mit Vorträgen und Fachinformationen aus Hochschule und Industrie sowie Laborpräsentationen. Das IWK nimmt an Messen der Kunststoffbranche wie Swiss Plastics Expo und Fakuma teil. 

## Auszeichnungen
Für die Ergebnisse innovativer Projekte erhielt das IWK verschiedentlich Auszeichnungen, so u. a. für den Composite Annulus Filler (JEC-Award 2014; mit Rolls-Royce und FACC AG,) für das Recycling-Konzept Creamelt®TPU-R (Materialica-Award 2017, German Innovation Award Winner 2018, German Design Award 2019,) für das Erdwärmesondensystem Jansen Hipress (German Innovation Award Gold 2019; mit Jansen AG,) für das Recycling von Plastikabfall aus dem Meeresbereich zur Herstellung langlebiger Produkte (Materialica Best Of-Award 2019 der Messe München, Swiss Plastics Expo Award 2020 im Bereich Nachhaltigkeit; mit Tide Ocean SA) und mehrmals für diverse Projekte auch mit dem Haupt- oder Anerkennungspreis der Stiftung Futur.

## Zusammenarbeit
Das IWK betreibt in Partnerschaft mit andern Institutionen des Hochschulbereichs die «Innovationszelle Kunststofftechnik IZ» im Kompetenzzentrum Wissenstransfer & Innovation der OST (WTT) und das «Kompetenzzentrum im Bauwesen KIB».
Das IWK ist Mitglied  von Kunststoff.swiss (Branchenverband der Schweizerischen Kunststoffindustrie), des Swiss Plastics Cluster Fribourg, des Fördervereins des KATZ (Kunststoff-Ausbildungs- und Technologie-Zentrum Aarau), und der OIG (Ostschweizer Interessengemeinschaft zur Förderung der Kunststoffberufe).